# 拉格泰姆
拉格泰姆（英語：Ragtime）也稱為散拍（rag-time）、繁音拍子，是一種原始的音樂風格，1897年至1918年間十分普及。其主要特點是切分音，“衣衫襤褸”的節奏。位於美國中部的密蘇里州是拉格泰姆的中心。歐內斯特·霍根是幫助拉格泰姆發展音樂風格的關鍵先驅。拉格泰姆風格一词的使用也被归功于霍根。拉格泰姆是在約翰·菲利普·蘇薩帶動流行的进行曲的基础上，吸收了非洲音樂的复节奏进行改编。拉格泰姆作曲家斯科特·喬普林，藉由1899年发表的“枫叶雷格”和之后“演藝人”等一系列作品出名。在发表之后的12年内，“楓葉拉格”依然强烈影響隨後拉格泰姆作曲家的旋律線條、和声和节拍模式。

## 外部連結
https://www.loc.gov/item/ihas.200035811/ （页面存档备份，存于）